# Tadeusz Matusewicz
Tadeusz Matusewicz (ur. 1 września 1951) – polski przedsiębiorca.

## Życiorys
W 1993 zaczął budować firmę „Matusewicz – Budowa Maszyn S.J.”, która prowadziła usługi i produkcję w zakresie obróbki tworzyw sztucznych i stali szlachetnych. W rok później rozszerzono działalność o usługi galwanizerskie. Obecnie firma Matusewicz Budowa Maszyn S.A. jest największym w Polsce i trzecim w Europie producentem innowacyjnych linii technologicznych dla przemysłu galwano-technicznego, generalnym wykonawcą prestiżowych projektów z zakresu budownictwa specjalistycznego, ekologicznego oraz inżynieryjnego. Jest również założycielem i właścicielem firmy deweloperskiej Matusewicz Development.
Tadeusz Matusewicz był dwukrotnie radnym w Radzie Miasta i Gminy w Gryfów Śląski. Jest członkiem prezydium Dolnośląskiej Izby Gospodarczej.
Z żoną Teresą mają troje dzieci. 

## Odznaczenia i nagrody
- 2011 – Srebrny Medal „Za Zasługi dla Pożarnictwa”[7];
- 2013 – Tytuł „Zasłużony dla Powiatu Lwóweckiego” na wniosek samorządu Gminy Gryfów Śląski[8];
- 2013 – Statuetka Dolnośląskiego Klucza Sukcesu, za współpracę ze społecznością lokalną i organizacjami pozarządowymi.